# Xã Greenwood, Quận Crawford, Pennsylvania
Xã Greenwood (tiếng Anh: Greenwood Township) là một xã thuộc quận Crawford, tiểu bang Pennsylvania, Hoa Kỳ. Năm 2010, dân số của xã này là 1.454 người.